# 4973 Showa
4973 Showa è un asteroide della fascia principale del diametro medio di circa 24,84 km. Scoperto nel 1990, presenta un'orbita caratterizzata da un semiasse maggiore pari a 3,4308423 UA e da un'eccentricità di 0,0769604, inclinata di 18,89062° rispetto all'eclittica.